# Cineto Romano
Cineto Romano là một đô thị ở tỉnh Roma, vùng Latium của Italia, nằm ở vị trí khoảng 40 km northvề phía đông của Roma. Vào thời điểm ngày 31 tháng 12 năm 2004, đô thị này có dân số 670 người và diện tích là 10,5 km².
Cineto Romano giáp các đô thị: Mandela, Percile, Riofreddo, Roviano, Vallinfreda.